# Ralph Sandwich
Sir Ralph Sandwich (noto anche come Ralph de Sandwich o Ralph of Sandwich) (1235 – 1308) è stato un politico e magistrato inglese.
Sandwich fu lord sindaco di Londra nel 1285 e dal 1289 al 1293.

## Biografia
Sandwich era figlio di Simon of Sandwich, fratello del vescovo di Londra Henry of Sandwich, e di Gillian Sandwich.
La sua famiglia aveva stretti rapporti di parentela con Simon de Montfort e probabilmente furono proprio i legami che suo zio aveva con l'amministrazione di Montfort a introdurre Ralph Sandwich nel governo.
Verso settembre 1264 egli entrò a far parte della casa del re prigioniero e, il primo gennaio 1265, divenne Master of the Great Wardrobe.
Il 7 maggio fu nominato lord custode del gran sigillo, sebbene senza la posizione governativa che solitamente accompagnava la carica.
Gli fu permesso di usarlo solamente per atti ordinari, altrimenti era richiesta la presenza di Peter de Montfort e di due altri testimoni.
Nel 1265 Sandwich fu catturato nel corso della battaglia di Evesham, mentre combatteva per la parte perdente di de Montfort. Le sue terre furono confiscate e assegnate a Roger de Leybourne, mentre le terre di suo padre furono assegnate in ricompensa al figlio di Leybourne William. 
Dopo aver ottenuto il perdono nel 1266, Sandwich si mantenne in rapporti con la famiglia Leybourne, agendo come avvocato della vedova di Roger nel 1272 ed eseguendo le sue volontà testamentarie nel 1276.
Dopo la morte dello zio Henry of Sandwich avvenuta il 12 settembre 1273, fu nominato amministratore della sede vescovile di Londra, essendone già stato amministratore durante l'esilio di Henry a Roma.
Nel novembre 1273, fu incaricato di verificare i conti del connestabile del castello di Dover e, nel 1274, fu convocato per presenziare all'incoronazione di Edoardo I.
Nel novembre 1275, Sandwich fu uno dei tre uomini nominati steward del demanio regio e a lui furono assegnate le responsabilità delle contee del sud e dell'ovest.
L'incarico, che richiedeva numerosi viaggi, il maneggiamento di somme enormi di denaro (oltre £ 7000 tra il 1277 e il 1279) e la supervisione di grandi lavori edili a Devizes, Banstead e Odiham, esaurì completamente uno dei suoi colleghi.
Fu anche custode del porto di Dover, custode della foresta di Dean e amministratore della sede di Canterbury durante la sede vacante del 1278–1279.
Nel 1280 fu incaricato di negoziare per il sito di New Winchelsea.
Membro del consiglio del re, nel 1278 Sandwich fu nominato giudice coram rege (in vece del re) per i momenti in cui il re si trovava nel Kent e si trovava assieme ai giudici quando, in ottobre, il re Alessandro III di Scozia rese omaggio a Westminster.
Nel 1285, Edoardo assunse il controllo diretto di Londra, nominando Sandwich guardiano di Londra il 1º luglio e connestabile della Torre il 10 settembre.
Fino al 1293, Sandwich fu l'effettivo lord sindaco di Londra e presiedette la Court of Hustings della città.
Fu nominato giudice capo della corte dei Common Pleas nel 1289, dopo che il precedente detentore dell'incarico Sir Thomas Weyland si diede alla fuga "until the king makes further provision" (fino a quando il re assumerà nuove decisioni), e si dimise nel 1290, dopo che fu trovato un sostituto.
Tra il 1286 e il 1307 sedette ogni anno come giudice nell'originale Old Bailey; inoltre, sedette come giudice al processo di William Wallace presso la Westminster Hall nel 1305.
Egli fu presente all'incoronazione di Edoardo II nel febbraio 1308 e il 24 marzo trasferì la custodia della Torre di Londra a John Cromwell.
Morì prima del 20 agosto e fu sepolto nella Greyfriars Church.